# 순천 선암사 선암매
순천 선암사 선암매(順天 仙岩寺 仙巖梅)는 전라남도 순천시 승주읍, 선암사에 있는 매실나무이다.
순천 선암사 경내에는 수령이 350~650년에 이르는 오래된 매화나무 50여 그루가 서식하고 있다. 담장을 따라서 피어난 23그루 매화나무는 3월 말경에 만개하여 장관을 이룬다. 이들 매화나무를 가리켜 선암매(仙巖梅)라고 부른다. 선암매 여러 나무들의 높이는 5~12m까지 다양하다. 이들 중 흰 매화 1그루와 분홍 매화 1그루가 2007년 11월 26일 대한민국의 천연기념물 제488호로 지정되었다.

## 개요
매실나무는 오래전부터 우리나라 각지에 심어오던 관상용 자원식물이며 이른 봄 피어나는 단아한 꽃과 깊은 꽃향기로 시·서·화 등에 빠짐없이 등장할 만큼 우리 조상들의 사랑을 받아온 식물이며, 선암사의 무우전과 팔상전 주변 20여 그루의 매화 중 고목으로 자란 백매와 홍매 2그루는 아름다운 수형과 양호한 수세를 보이고 있고, 고려 때 중건한 선암사 상량문에 바로 옆의 와룡송과 함께 매화 관련 기록이 남아있어 역사적 학술적 가치가 큰 나무이다.

## 현지 안내문
선암사 선암매는 원통전·각황전을 따라 운수암으로 오르는 담길에 50주 정도가 위치한다. 원통전 담장 뒤편의 백매화와 각황전 담길의 홍매화가 천연기념물 제488호로 지정되었다.
문헌에 전하는 기록이 없어 수령은 정확히 알 수 없으나, 사찰에서 들려오는 이야기에 따르면 지금으로부터 약 600여년 전에 천불전 앞의 와송과 함께 심어졌다고 전하고 있어 선암사의 역사와 함께 긴 세월을 지내 왔음을 알 수 있다.
매화 꽃이 필 때면 매화를 보기위해 선암사를 찾는다는 말이 있을 정도로 아름다움을 보여주고 있다. 우리나라에서 천연기념물로 지정된 매화나무 중 생육상태가 가장 좋은 것으로 알려져 있다.

## 같이 보기
- 선암사
- 순천 선암사 팔상전 (전라남도 유형문화재 제60호)
- 매실나무

## 참고 문헌
- 문화재청, 《문화재이야기여행 천연기념물 100선 보관됨 2016-08-28 - 웨이백 머신》, pp201-205, 2016-03-31

## 참고 자료
- 순천 선암사 선암매 - 국가유산청 국가유산포털